# Макогон Дмитро Якович

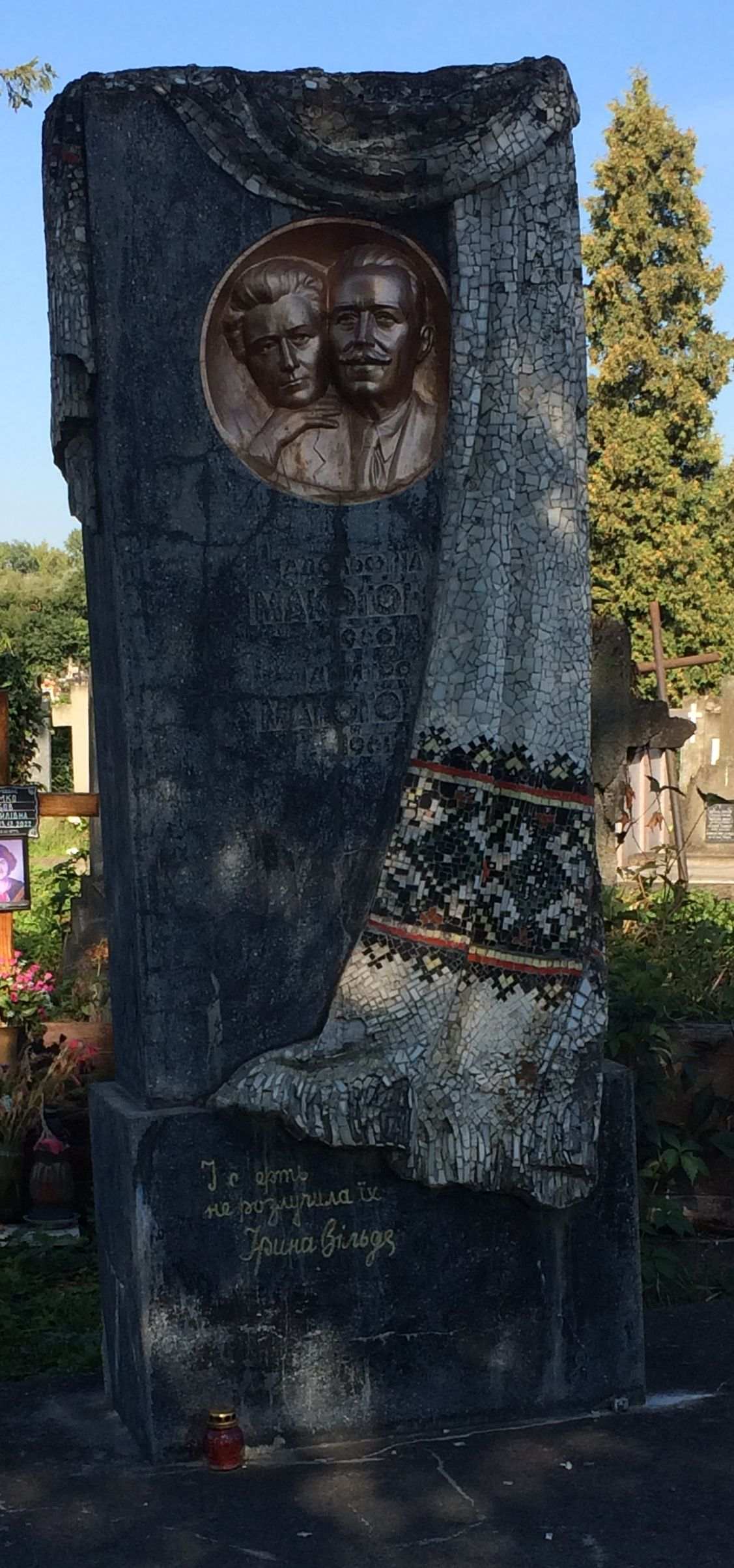
Могила подружжя Макогонів

Дмитро́ Я́кович Макого́н (28 жовтня 1881, місто Хоростків,  Чортківського району — 7 жовтня 1961, Станіслав (нині Івано-Франківськ)) — український педагог, письменник, культурно-освітній діяч. Батько Ірини Вільде.

## Життєпис
Народився 28 жовтня 1881 року в містечку Хоростків (Королівство Галичини та Володимирії, Австро-Угорщина, нині смт Чортківського району Тернопільської області, Україна.
Навчався в польськомовній першій гімназії в м. Тернополі, звідки в 1902 році його виключили за аґітаційну підтримку Івана Франка під час виборів до Райхсрату (Державної ради) Австро-Угорщини. 1902 року закінчив учительську семінарію в Заліщиках (екстерном).
У 1914—1918 роках перебував на Італійському фронті. На Буковині був серед засновників «Січей» у сільських громадах Чорнівки, Лукавця, Веренчанки, пізніше «Січі» стали базою для створення та діяльності «Січових стрільців». Для них написав агітаційну пісню-марш «Гей, у «Січ»!», що стала народною:
Гей, у «Січ», гей, у «Січ», гей, у «Січ»!

Приступаймо старі й молоді!

Хай щезає недоля народная пріч,

Як той камінь у бистрій воді!..
На Буковині співзасновник педагогічного журналу «Каменярі» (виходив 1911—1914, 1921—1922 років), співвидавець журналу «Іскра» (1907 р.), сатиричного журналу «Щипавка» (1922 р.). Співпрацював із журналами «Жало», «Оса», «Зеркало» та іншими. До 1956 року працював учителем на Буковині (1903—1914, вчитель Української гімназії в Чернівцях, 1919—1922) та Галичині (1923—1956 роки; зокрема, у Ходорові, де навчав української мови).
Разом із дружиною Адольфіною був діяльним членом читальні «Просвіти» в Княгинині. 23 листопада 1924 року обраний головою читальні та членом філії в Станиславові.
У січових домівках та читальнях «Просвіти» виступав з доповідями: «Із виховних проблем українського ремісництва», «Значення школи для середнього стану» та ін. Автор багатьох січових пісень.
Від 1945 року писав гуморески та байки в радянському дусі.

## Основні видання
Літературну діяльність почав 1900 року.
- Збірка віршів «Мужицькі ідилії» (1907).
- Збірка оповідань «Шкільні образки» (1911).
- Збірка нарисів «Учительські гаразди» (1911).
- Збірка оповідань «По наших селах» (1914).
- Вибрані оповідання (Львів, 1959);
- Вибране. (Івано-Франківськ, 2023).

## Вшанування
- 1987 року в Хоросткові встановлено меморіяльну дошку
- 1996 року відкрито погруддя (скульптор — Я. Ворончак).[1]